# 과티레

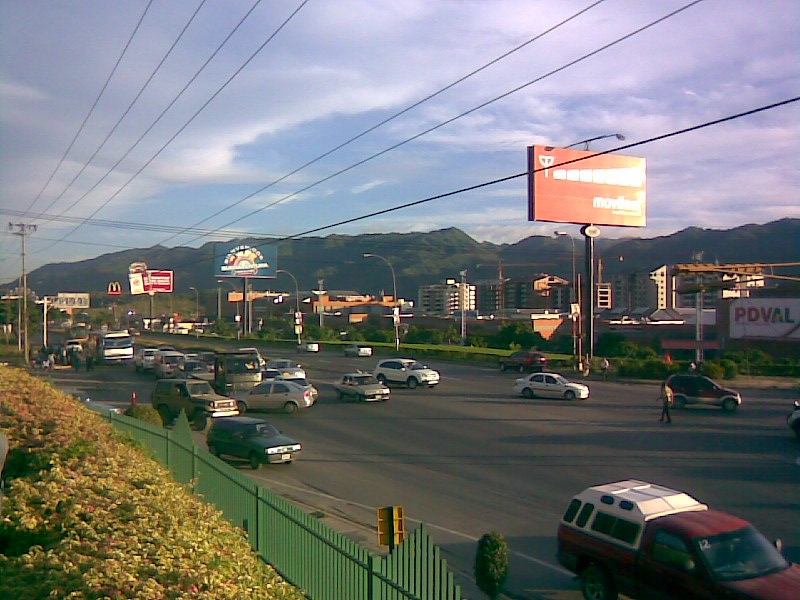
과티레

과티레(스페인어: Guatire)는 베네수엘라 미란다주의 도시로 사모라 시의 행정 중심지이며 면적은 214km2, 높이는 328m, 인구는 200,417명(2006년 기준)이다.